# Поклонная (платформа)
Покло́нная (ранее — Москва-Сортировочная-Киевская) — остановочный пункт (платформа) Киевского направления Московской железной дороги (также входит в состав МЦД-4) в Западном административном округе города Москвы. Открыт в 1929 году, в 2021 году переименован.

## Описание

### Старый остановочный пункт
Остановочный пункт Поклонная (до 21 мая 2021 года — Москва-Киевская-Сортировочная) располагался на Киевском направлении МЖД, в 4 километрах на юго-запад от Киевского вокзала, в районах Дорогомилово и Раменки, по линии условных границ районов. Остановочный пункт состоял из двух островных пассажирских платформ, соединённых между собой пешеходным мостом с выходом к улицам Братьев Фонченко и Поклонной. Ранее платформы входили в состав станции Москва-Сортировочная-Киевская. Платформы не были оборудованы турникетами, однако были оборудованы терминалами предварительного проездного документа — ТППД. Закрыт с 2023 года, в 2025 году планируется снос.

### Новый остановочный пункт
9 сентября 2023 года, в рамках запуска линии МЦД-4, был открыт новый остановочный комплекс Поклонная, расположенный в 400 метрах к северу от старого о. п. Отнесён к Московско-Смоленскому центру организации работы железнодорожных станций — ДЦС-3 Московской дирекции управления движением. Состоит из двух береговых платформ, соединённых конкорсом, оборудован эскалаторами и лифтами для инвалидов. Имеются выходы к Поклонной улице (через наземный вестибюль) и проспекту Генерала Дорохова (через пешеходный мост), а также наземная пересадка на станцию метро «Парк Победы».

## Пассажирское движение
На о.п. Поклонная останавливаются поезда МЦД-4, а также обычные транзитные электропоезда, следующие на Апрелевку и на Горьковское направление МЖД. По состоянию на сентябрь 2023 года, прямого сообщения от Поклонной до Киевского вокзала нет.

## Наземный общественный транспорт
На этой станции можно пересесть на следующие маршруты городского пассажирского транспорта:
- Автобусы: 320